# Kleiner Brombachsee
Der Kleine Brombachsee ist ein Teil der Stauseeanlage Brombachsee und eine der beiden Vorsperren des Großen Brombachsees. Er befindet sich im Landkreis Weißenburg-Gunzenhausen in Bayern.

## Geographie
Der Stausee liegt in Mittelfranken, etwa 40 Kilometer südsüdwestlich von Nürnberg und 5 Kilometer östlich von Gunzenhausen. Knapp über dem Nordufer befindet sich das Marktdorf Absberg, am Südufer in einigem Abstand das Dorf Langlau. In einem sich nach Osten öffnenden Tal wird der See von Wäldern eingerahmt. Zusammen mit weiteren Seen zählt er zum Fränkischen Seenland. Der Kleine Brombachsee erhält sein Wasser überwiegend von Westen über den Brombach, nach dem er benannt ist. Kurz vor der Mündung in den See nimmt – nach amtlicher Auffassung – der Brombach den künstlich geschaffenen Altmühlüberleiter auf, der bei Hochwasser im Altmühltal aus dem nahen Altmühlsee gespeist wird.

## Eigenschaften
Ein Damm im Osten staut den Kleinen Brombachsee an, sein Pegel schwankt nur wenig. Das Stauziel liegt bei 410,6 m ü. NN und das Wasser ist, gemessen bis hinunter aufs Niveau des ursprünglichen Bachtals, bis zu 13,4 Meter tief. Die tiefsten Stellen im See liegen sogar auf 388–387 m ü. NN, nämlich dort, wo vor der Flutung des Sees in Gruben über Jahrzehnte Sand abgebaut wurde. Als Uferlänge werden 8,5 Kilometer genannt.
Der Kleine Brombachsee entwässert in den Großen Brombachsee, dessen Pegel stärker, um bis zu 7 Meter schwankt, zwischen einem Stauziel von 410,5 m ü. NN und einem Absenkziel auf 403,5 m ü. NN.

## Staudamm
Der Staudamm mit einer Höhe bis zu 15,5 Metern ist als Zwischendamm zum östlich liegenden Großen Brombachsee ausgeführt, mit einem Kronenniveau von 413,5 m ü. NN und einer Länge von 1,1 Kilometern. Zum Schutz gegen Unterspülung des Absperrbauwerks liegt unterhalb des Kerns eine Dichtwand, die bis auf den Felsuntergrund hinunterreicht. Über dem Grundablass an der tiefsten Stelle des Tals, etwa in der Mitte des Damms, befindet sich ein Betriebsgebäude. Eine Hochwasserentlastung mit zwei hydraulisch angetriebenen Hubsegmenten befindet sich weiter südlich im Damm.

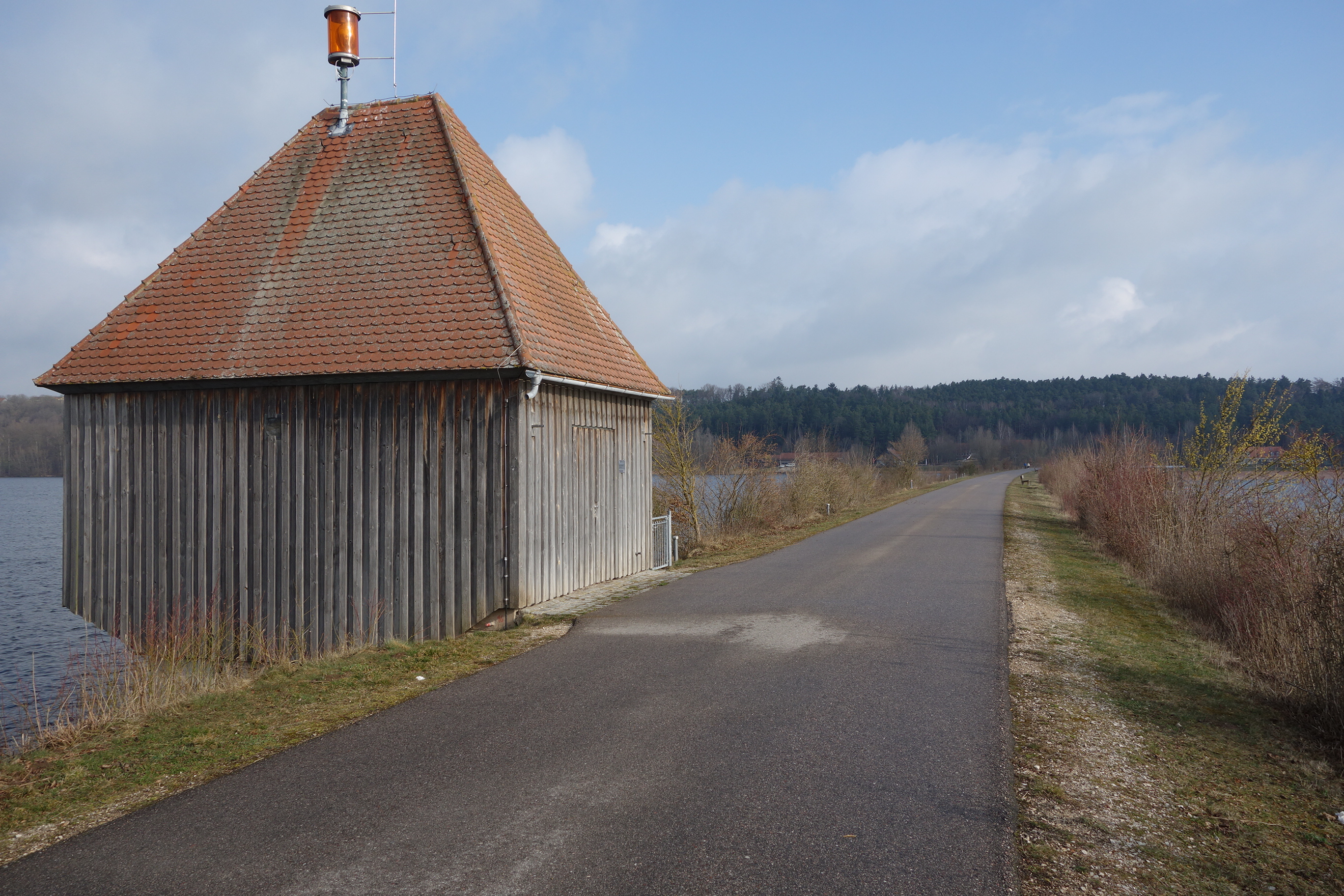
Damm zwischen Kleinem Brombachsee (links) und Großem Brombachsee (rechts). Betriebsgebäude über dem Grundablass

## Naturschutzgebiete
Am oder in unmittelbarer Nähe zum Kleinen Brombachsee befinden sich die Naturschutzgebiete Halbinsel im Kleinen Brombachsee, Grafenmühle, Sägmühle und Brombachmoor.

## Kunst
Als Ergebnis des Wettbewerbs „Kunst am Brombachsee“ ist seit dem Jahr 2000 am südlichen Ufer des Kleinen Brombachsees in der Nähe des Staudamms die etwa 10 Meter lange und 4 Meter hohe Echse des Künstlers Christian Rösner zu sehen. Es handelt sich um einen Betonguss, der nach einem gesägten Holzentwurf geschaffen wurde.

## Bildergalerie

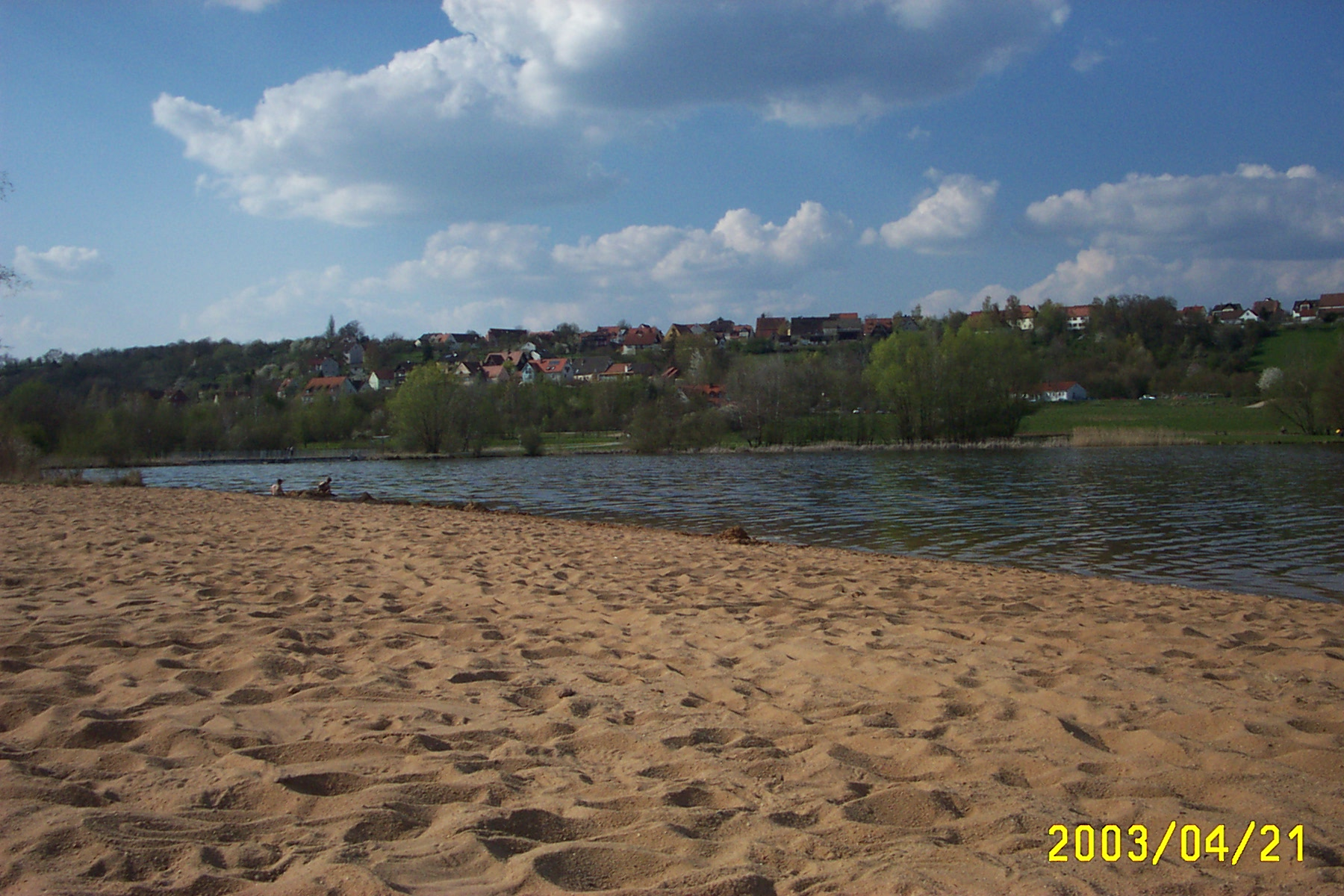
Strand mit Blick auf Absberg
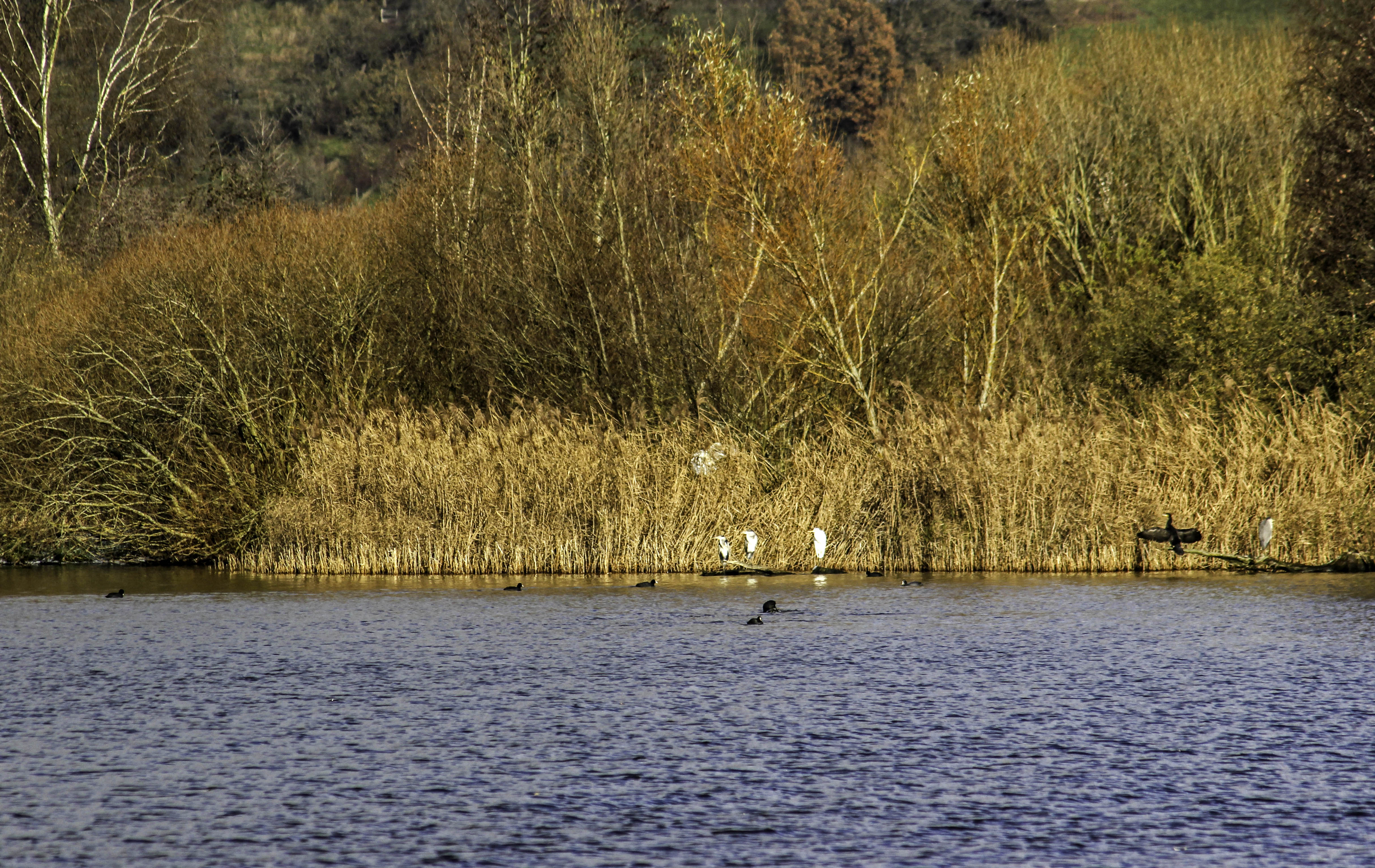
NSG Halbinsel im Kleinen Brombachsee
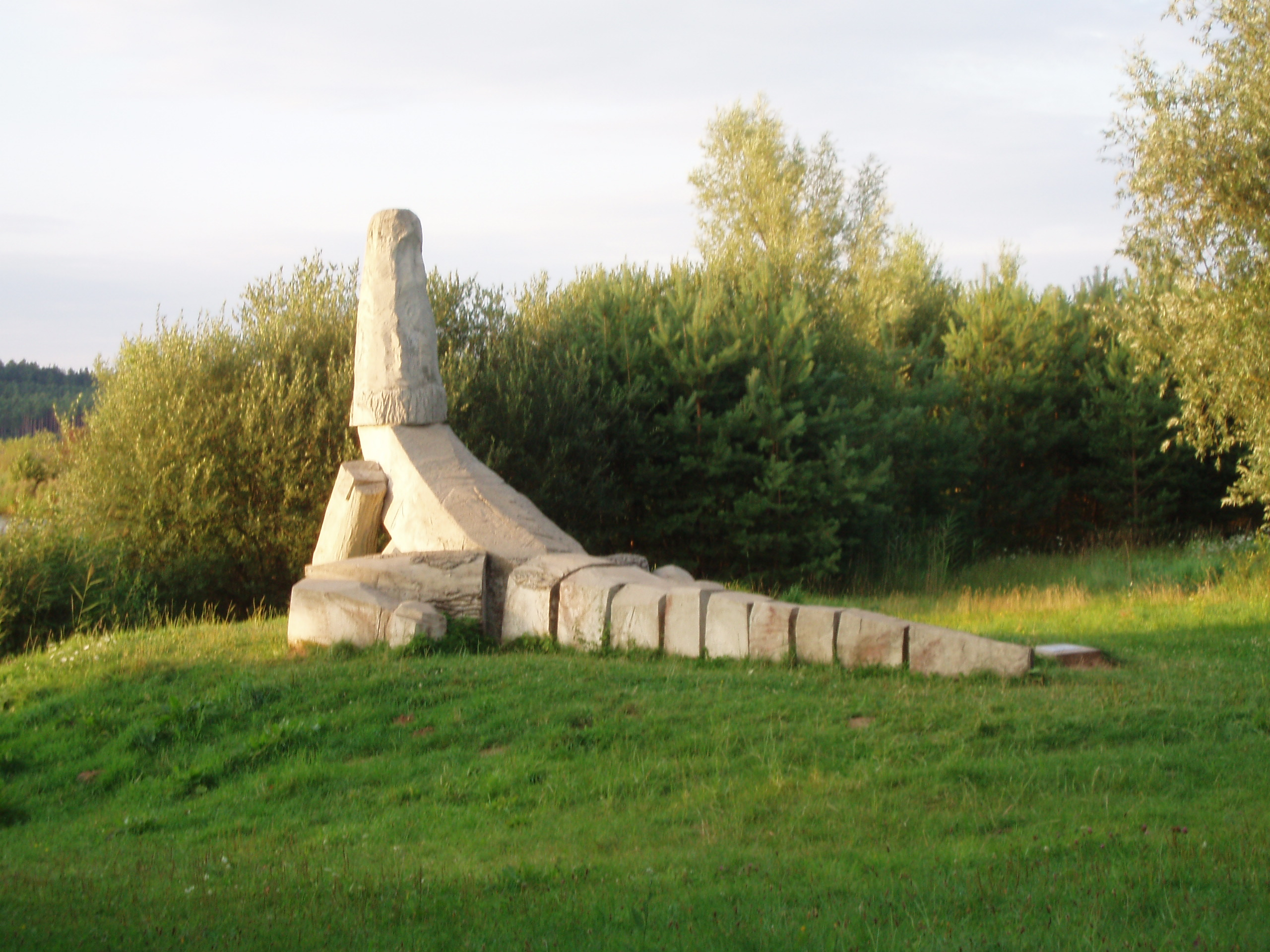
Die Echse von Christian Rösner
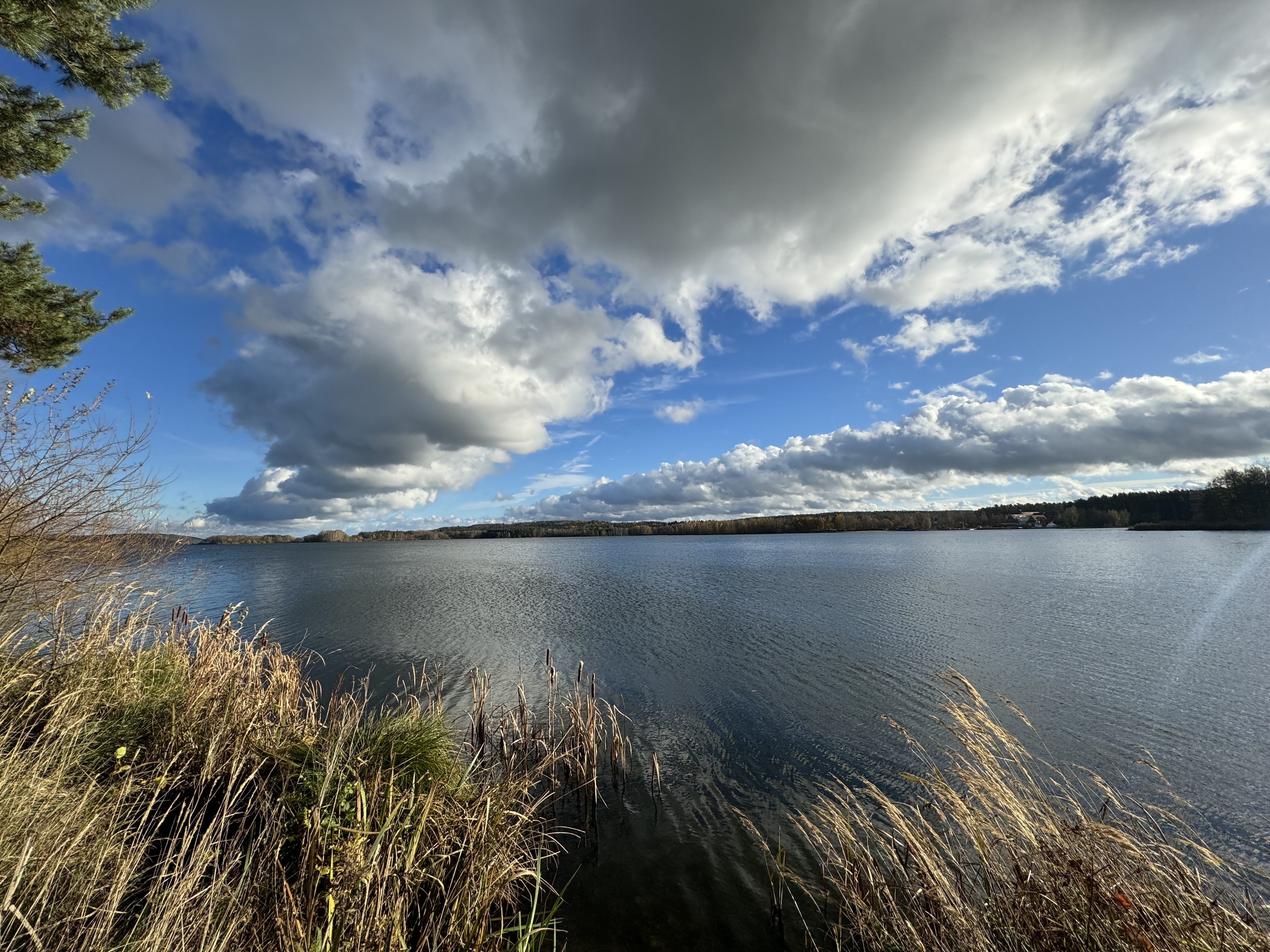
Blick vom Ufer des Kleinen Brombachsees